# Fót
Fót es una ciudad húngara perteneciente al distrito de Dunakeszi en el condado de Pest, con una población en 2013 de 18 927 habitantes.
Alberga dos destacadas obras de mediados del siglo XIX del arquitecto Miklós Ybl: la iglesia de la Inmaculada Concepción y la reconstrucción del castillo Károlyi.
Se ubica en la periferia oriental de la capital distrital Dunakeszi, dentro del área metropolitana de Budapest.